# Cantó de Clamart
El cantó de Clamart és un cantó francès del departament dels Alts del Sena, dividit entre el districte d'Antony i el de Boulogne-Billancourt. Compta amb els municipis de Clamart i Vanves.

## Municipis
- Clamart
- Vanves

## Història
| Data d'elecció                           | Identitat         | Partit           | Qualitat |
| ---------------------------------------- | ----------------- | ---------------- | -------- |
| 1967-1987                                | Jean-Marie Guyot  | UDR, després RPR |          |
| 1987-2001                                | Daniel Léon       | RPR              |          |
| 2001-                                    | Vincent Gazeilles | EELV             |          |
| les dades anteriors no són pas conegudes |                   |                  |          |
|                                          |                   |                  |          |

## Demografia
| A partir de 1990: Població sense dobles comptes |